# Albéric Barbier (rose)
Le rosier ‘Albéric Barbier’ est un rosier liane créé en 1900 par le rosiériste orléanais Barbier et Compagnie. Il doit son nom au père de l'obtenteur, Albert Barbier. Ce rosier est célèbre sous diverses latitudes et présent dans les principales roseraies du monde.

## Origine
Ce rosier est issu du croisement entre Rosa wichuraiana et l'hybride de thé 'Shirley Hibberd'.

## Description
C'est un rosier vigoureux non remontant pouvant mesurer plus de 8 mètres de hauteur et 5 mètres d'étalement, avec de longues tiges voûtées recouvertes d'un feuillage brillant semi-persistant.
Ses fleurs jaune pâle de 7 cm tournent au blanc crème. Elles s'épanouissent en rosette et s'aplatissent ensuite. Elles sont discrètement parfumées.
‘Albéric Barbier’ est assez rustique et a une croissance très vigoureuse. Il peut souffrir parfois d'oïdium.
On peut l'admirer à la roseraie Jean-Dupont d'Orléans et dans de nombreuses roseraies du monde.

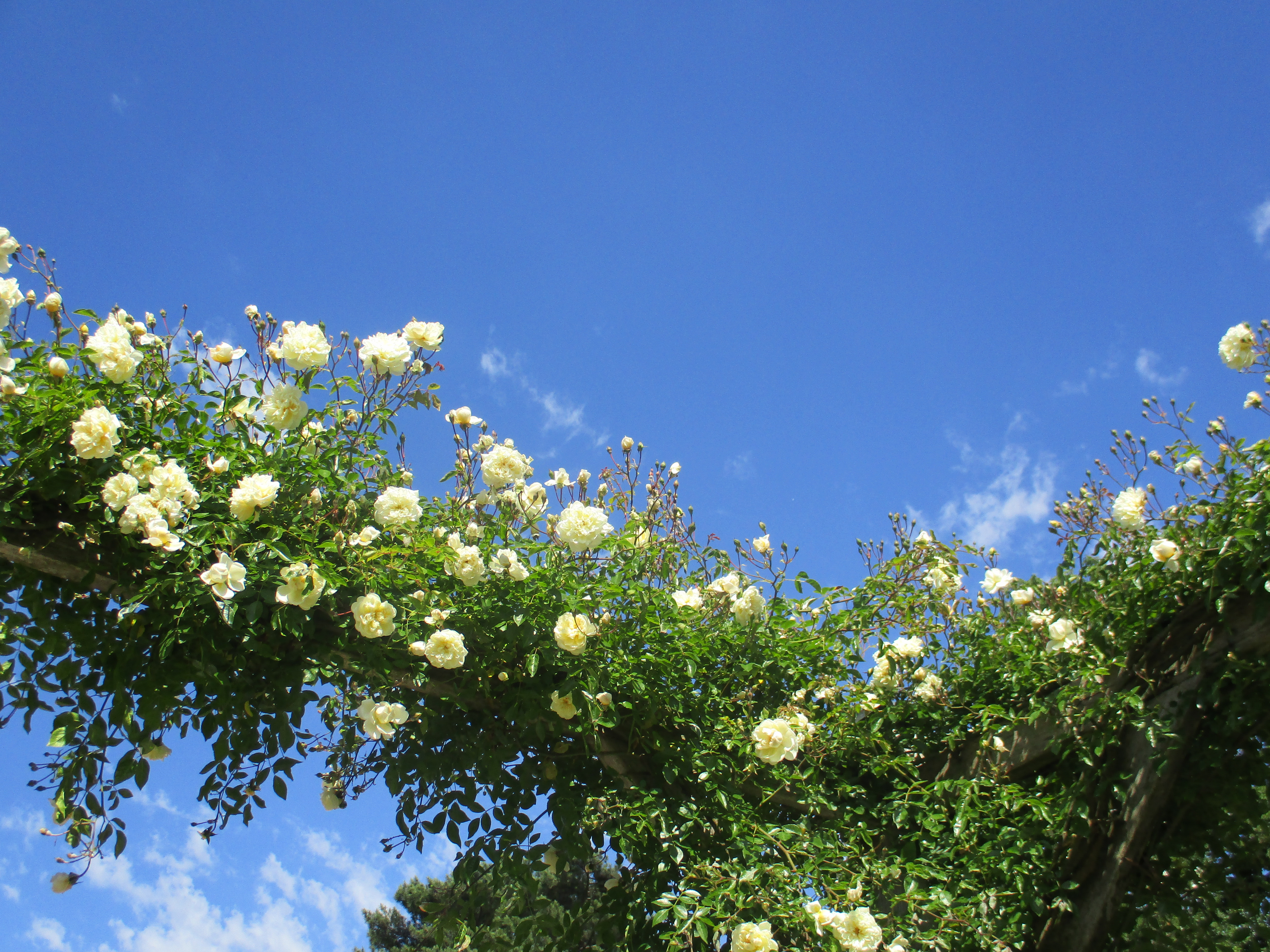
'Albéric Barbier' à la roseraie de Bagatelle début juin.

La maison Barbier, à la pointe de l'obtention de grimpants hybrides de Rosa wichuraiana, lance à la même époque cinq cultivars marquants, 'Albéric Barbier', 'François Foucard', 'Auguste Barbier', 'Paul Transon' et 'René André'. Puis cinq autres en 1901, 'Adélaïde Moullé', 'Cramoisi Simple', 'Edmond Proust', 'Elisa Robichon' et 'Rubra'. D'autres suivent dans leurs catalogues au fil des années.

## Récompense
Ce rosier a gagné le Award of Garden Merit de la Royal Horticultural Society en 1993.